# Sympholis lippiens
Sympholis lippiens – gatunek węża z rodziny połozowatych (Colubridae), jedyny przedstawiciel rodzaju Sympholis. Jest endemitem Meksyku występującym w zachodniej części kraju.